# Coll del Pal (Mentet)
El Coll del Pal és una collada dels contraforts nord-orientals del Massís del Canigó, a 2.293,9 metres d'altitud, al límit dels termes comunals de Mentet i Nyer, tots dos a la comarca del Conflent, de la Catalunya del Nord.
Està situat a l'oest del terme de Mentet i al sud-est del de Nyer. És al nord del Pic de Serra Gallinera.